# نايه
نايه (باليابانية: 奈井江町 ) هي بلدية في اليابان، وبلدة في اليابان، تقع في Sorachi Subprefecture ‏، بلغ عدد سكانها 5,449 نسمة وذلك حسب إحصائيات سنة 2018، تبلغ مساحتها 88.19 كيلومتر مربع.

## توأمة
لنايه اتفاقيات توأمة مع كل من:
- Hausjärvi [الإنجليزية]‏ (1 أبريل 1995 - )
- تاكاهاشي (3 يوليو 1982 - )